# رزوووو
رزوووو (انگلیسی: Rezvovo) یک شهرک در شهرستان ایگلینسکی استان باشقیرستان کشور روسیه است.